# Michail Wassiljewitsch Pewzow
Michail Wassiljewitsch Pewzow (russisch Михаил Васильевич Певцов; * 21. Maijul. / 2. Juni 1843greg. im Gouvernement Nowgorod; † 25. Februarjul. / 10. März 1902greg. in St. Petersburg) war ein russischer Kartograf und Forschungsreisender.

## Leben
Pewzow war früh verwaist und wurde von einem armen Verwandten erzogen. Er besuchte das Erste St. Petersburger Gymnasium (jetzt Schule Nr. 321) als Gastschüler und darauf die Junkerschule Woronesch. Es folgte das Studium an der Nikolai-Akademie des Generalstabs mit einem Geodäsie-Kurs. Danach  trat er seinen Dienst in Semipalatinsk an, wo er ethnographische Arbeiten durchführte und Kasachisch, Arabisch und Chinesisch lernte.
1872 wurde Pewzow Dozent am Sibirischen Kadettenkorps in Omsk und Assistent des Senioradjutanten des Stabs des westsibirischen Militärkreises. 1873 wurde er Stabskapitan und 1875 Kapitan. 1876 wurde Pewzow zur Erforschung der Dsungarei abkommandiert. 1878 folgte die Beförderung zum Podpolkownik. 1878 und 1879 begleitete er zu Studienzwecken eine Handelskarawane in die Mongolei und die Nordprovinzen Chinas. Für seinen Reisebericht erhielt er 1885 die Lütke-Medaille der Kaiserlich-Russischen Geographischen Gesellschaft. 1881 wurde er Polkownik. 1883 durchzog er das Gebiet der im Vertrag von Sankt Petersburg (1881) festgelegten russisch-chinesischen Staatsgrenze von Westchina bis östlich des Saissansees. 1887–1888 arbeitete er in der Asien-Abteilung des Hauptstabs. 1888 wurde er zum Chef der wissenschaftlichen Expedition Nikolai Michailowitsch Prschewalskis kurz vor dessen Tod ernannt. Pewzow leitet nun 1889 und 1890 die gefährlichen Expeditionen nach Ostturkestan, Nordtibet und in die Dsungarei, an der auch der Geologe Karol Bohdanowicz teilnahm. In Kalgan erreicht die Expedition ihren fernsten Punkt, schwenkt nördlich ab nach Urga und schließt mit dem Wegstück nach Uljassutai im Westen die letzte geographische Wissenslücke in diesem Bereich. 1891 wurde Pewzow zum Generalmajor befördert. Über alle seine Reisen fertigte er detaillierte Berichte an, die veröffentlicht wurden.
Pewzows Namen tragen heute ein Gletscher im Altai, der Nunatak Gora Pevcova in Antarktika sowie die Wechselkrötenart Bufotes pewzowi.

## Ehrungen, Preise
- Sankt-Stanislaus-Orden III. Klasse (1874)
- Russischer Orden der Heiligen Anna III. Klasse (1878)
- Orden des Heiligen Wladimir IV. Klasse (1880)
- Sankt-Stanislaus-Orden II. Klasse (1883)
- Russischer Orden der Heiligen Anna II. Klasse (1888)
- Orden des Heiligen Wladimir III. Klasse (1895)
- Sankt-Stanislaus-Orden I. Klasse (1898)
- Orden des Edlen Bucharas (1898)